# Penelope (genre)
Pour les articles homonymes, voir Pénélope (homonymie).
Genre
Penelope est un genre d'oiseaux de la famille des cracidés, originaire d'Amérique du Sud.

## Espèces
Selon la classification de référence du Congrès ornithologique international (version 15.1, 2025) :
- Penelope argyrotis (Bonaparte, 1856) – Pénélope à queue barrée ;
- Penelope barbata Chapman, 1921 – Pénélope barbue ;
- Penelope ortoni Salvin, 1874 – Pénélope d'Orton ;
- Penelope montagnii (Bonaparte, 1856) – Pénélope des Andes ;
- Penelope marail (Müller, PLS, 1776) – Pénélope marail ;
- Penelope superciliaris Temminck, 1815 – Pénélope péoa ;
- Penelope dabbenei Hellmayr & Conover, 1942 – Pénélope de Dabbene ;
- Penelope purpurascens Wagler, 1830 – Pénélope panachée ;
- Penelope perspicax Bangs, 1911 – Pénélope de Cauca ;
- Penelope albipennis Taczanowski, 1878 – Pénélope à ailes blanches ;
- Penelope jacquacu Spix, 1825 – Pénélope de Spix ;
- Penelope obscura Temminck, 1815 – Pénélope yacouhou ;
- Penelope bridgesi Gray, GR, 1860 – Pénélope des yungas ;
- Penelope pileata Wagler, 1830 – Pénélope à poitrine rousse ;
- Penelope ochrogaster Pelzeln, 1870 – Pénélope à ventre roux ;
- Penelope jacucaca Spix, 1825 – Pénélope à front blanc.